# Vue à la première personne
Pour les articles homonymes, voir Vue subjective.
 (octobre 2019).
Si vous disposez d'ouvrages ou d'articles de référence ou si vous connaissez des sites web de qualité traitant du thème abordé ici, merci de compléter l'article en donnant les références utiles à sa vérifiabilité et en les liant à la section « Notes et références ».
La vue à la première personne (souvent appelé vision subjective) désigne, dans le domaine du jeu vidéo, une façon d'apercevoir l'environnement du jeu (décors, autres personnages, etc) comme si le joueur incarnait le personnage qu'il contrôle en voyant la scène à travers les yeux de son avatar. La vue à la première personne ou vision subjective s'oppose à la vue à la troisième personne ou vision objective.
On parle aussi de vue à la première personne lorsque la caméra (la vue) est placée sur l'épaule ou sur la tête du personnage joué. Le premier jeu ayant utilisé la vision subjective est Maze War en 1973, mais le plus célèbre fut sûrement Doom, sorti en 1993. À ce jour, la vision subjective est encore largement utilisée dans de nombreux genres de jeux vidéo, tout particulièrement dans le jeu de tir à la première personne.
On parle aussi de vue subjective dans les jeux vidéo tels que les FPS (First Person Shooter) en français, jeu de tir à la première personne.

## Avantages et inconvénients de la vision subjective
La vue à la première personne est réputée pour donner au joueur un meilleur sentiment d'immersion dans l'univers du jeu par rapport à la vision cinéma, du fait qu'il incarne un personnage et se trouve donc placé au cœur de l'action.
Cependant, certains joueurs peuvent ressentir des maux de tête voire des nausées[réf. nécessaire] dans des jeux en vue à la première personne. Plusieurs raisons peuvent être avancées par ces joueurs, souvent liées au fait que les décors « bougent » de manière trop chaotique ou que les décors sont parfois déformés sur les parties latérales de l'écran. Il s'agit en fait du "mal des simulateurs". Comme pour les nausées que certaines personnes ressentent en voiture / avion / bateau, elles sont dues à des informations contradictoires entre celles reçues par l'oreille interne (sens de l'équilibre et de l'orientation) et celles reçues par la vue. Ainsi, en augmentant la sensation d'immersion, le cerveau du joueur s'attend à ressentir tous les aspects de la situation du jeu comme si c'était la réalité.
La vue à la première personne peut aussi limiter l'attachement au personnage que le joueur contrôle étant donné qu'elle empêche le joueur de le voir et qu'elle tend à rendre le joueur plus acteur que spectateur par rapport aux autres jeux vidéo.